# Laureana di Borrello
Laureana di Borrello là một đô thị ở tỉnh Reggio Calabria trong vùng Calabria, Ý, có cự ly khoảng 60 km về phía tây nam của Catanzaro và khoảng 60 km về phía đông bắc của Reggio Calabria. Tại thời điểm ngày 31 tháng 12 năm 2004, đô thị này có dân số 5.520 người và diện tích là 35,4 km².
Laureana di Borrello giáp các đô thị: Candidoni, Feroleto della Chiesa, Galatro, Rosarno, San Pietro di Caridà, Serrata.